# Handstandüberschlag

Handstandüberschlag

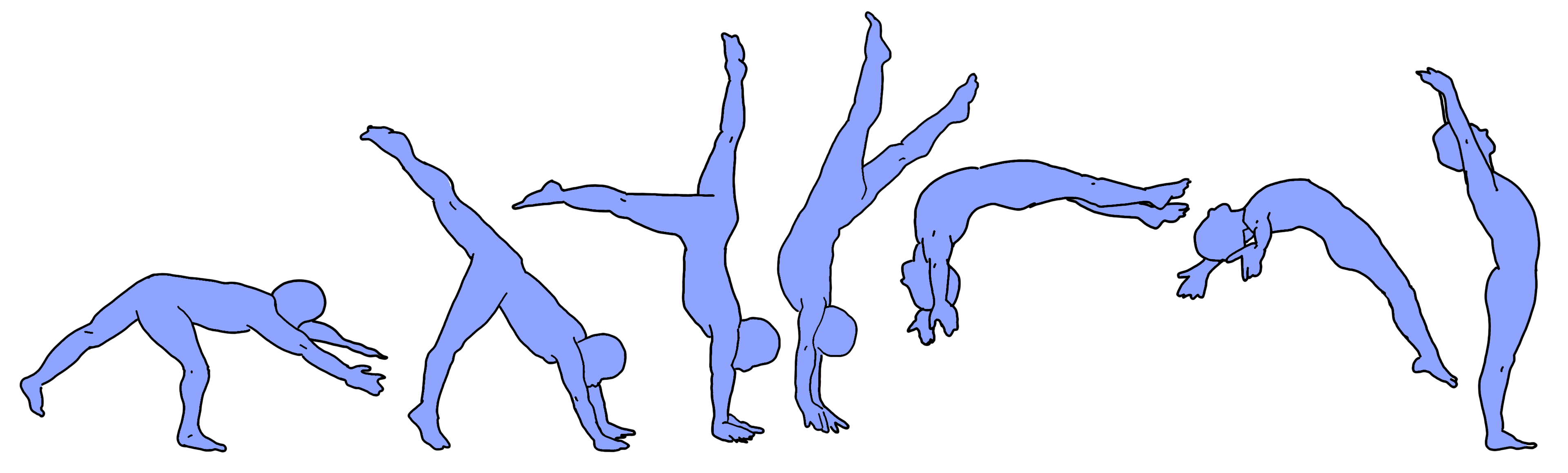
Bewegungsabfolge

Der Handstandüberschlag ist ein Element im Gerätturnen und in der Sportakrobatik. Es handelt sich dabei um einen schnellen Handstützüberschlag vorwärts, der aus dem Stand oder dem Anlauf ausgeführt wird. Im Gerätturnen wird er an Boden und Sprung, aber auch als Abgang am Schwebebalken gezeigt.

## Beschreibung
Der Handstandüberschlag beginnt mit einem Anhüpfer, begleitet von einem schnellkräftigen Armzug nach oben, so dass Oberkörper und Arme eine Linie bilden. Das vordere Bein stemmt nun gegen den Boden während Oberkörper und Arme schnell nach unten bewegt werden. Gleichzeitig schwingt das zweite Bein (Schwungbein) nach oben. Die Hände setzen auf dem Boden auf und das zweite Bein folgt dem Schwungbein. Nachdem die Beine die Senkrechte passieren erfolgt der Abdruck von den Händen. Der Turner landet auf beiden Füßen.
Neben dem oben beschriebenen gestreckten Handstandüberschlag kann auch ein gespreizter Handstandüberschlag geturnt werden. Bei diesem sogenannten Schrittüberschlag ist das Schwungbein auch das Landebein. Der Turner landet hierbei also nur auf einem Fuß.
Beim Bodenturnen dient der Handstandüberschlag vielfach als Verbindungselement zu Schwierigkeiten wie vorwärts geturnten Salti, Schraubensalti und ähnlichen Elementen.